# Ksar Maghnia
Ksar Maghnia communément appelé LMaghnia est un petit village du Sud-Est du Maroc, qui fait partie de la commune rurale d'Alnif, dans la province de Tinghir (Wilaya d'Errachidia, région de Draâ-Tafilalet). Les habitants de Maghnia sont appelés les Maghniaouis ou en berbère "Aït LMaghnia".

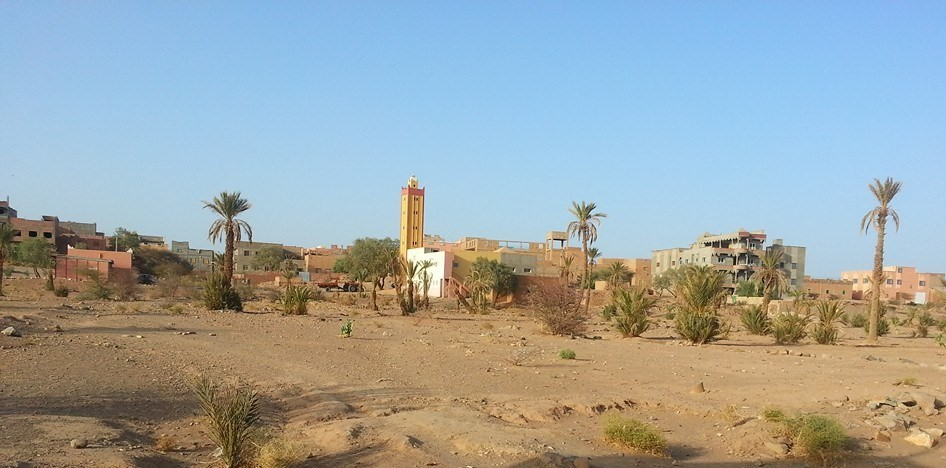
Village de Maghnia

## Géographie

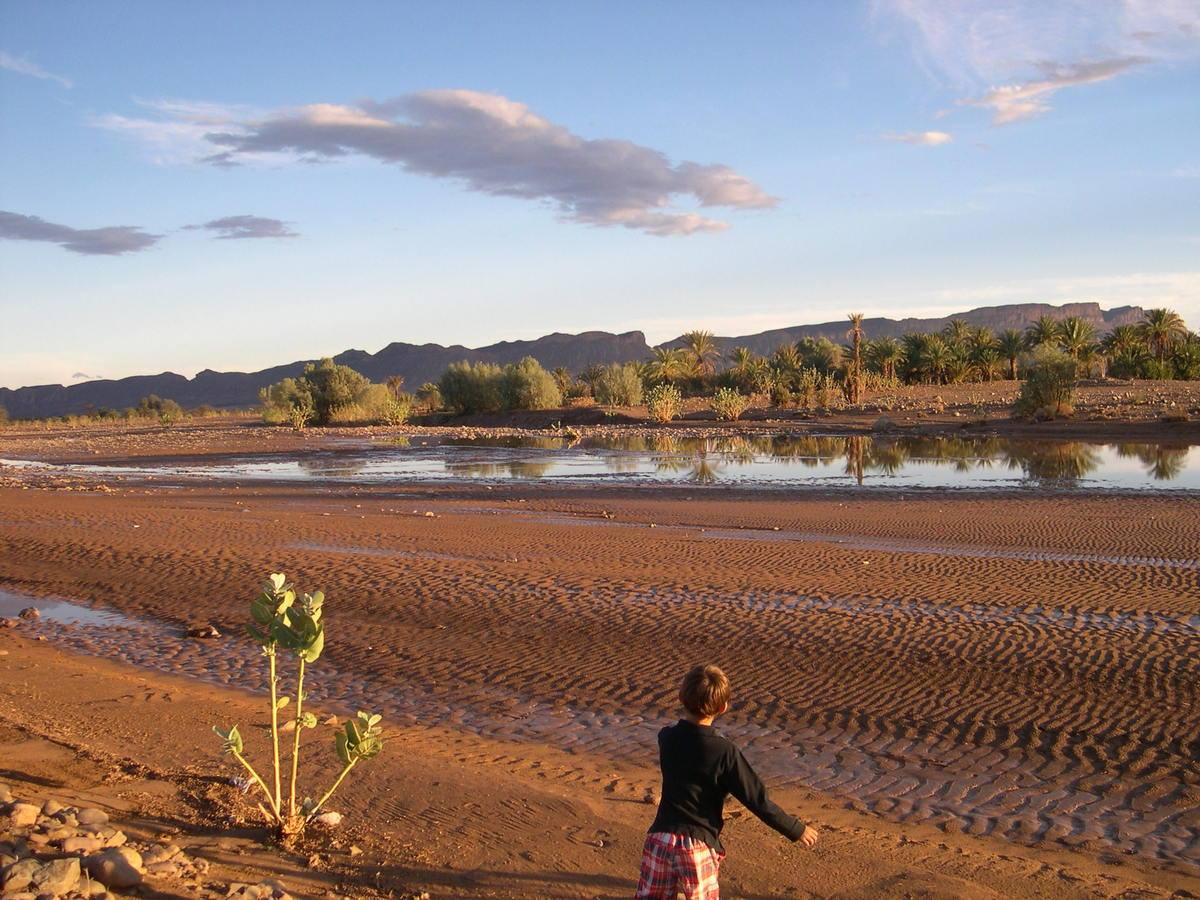
Oued Reg traversant Maghnia au pied du djebel Issimour

Ksar Maghnia est situé à l'est du Haut Atlas, entre Merzouga et Ouarzazate. À près de 80 km de la ville de Tinghir, Maghnia est un village berbère typique constitué d'un vieux village ("ighrem akdim") avec des maisons en pisé ("taboute") entouré d'habitations plus récentes souvent en pierres.
Aux alentours de Ksar Maghnia se trouvent les villages de Ksar Toughza, Azkour, Aït Sarroud, Achbarou, Ait Ben Saïd, Tamerghoute, Ait Hamou, Tabourigte, Taalaltte, Ait Zeggane et la commune rurale d'Alnif. Comme la plupart des villages berbères, Maghnia est traversée par un oued, l'oued Reg ("Assif"), souvent à sec mais qui peut déborder en période de fortes pluies particulièrement entre octobre et Février.
Il peut parfois devenir un torrent dangereux en été, notamment lorsque des orages éclatent sur le djebel Saghro en amont. L'oued Reg est renforcé par son affluent,  l'oued Bouchama,  au niveau du village d'Achbarou.
Maghnia offre une vue imprenable sur le djebel Issimour qui culmine à plus de 1200 mètres au Sud-Est et sur le djebel Gaiz au Nord en contrebas duquel se trouvent les villages de Taomart et Taghouchte.

## Démographie
Ksar Maghnia compte environ 700 habitants (en 2015) majoritairement Amazigh répartis sur 2 quartiers traversés par un ruisseau asséché (nommé Takat), chaque quartier est qualifié d'Agomat l'un par l'autre (littéralement l'autre côté).
Plus de 50% des Maghniaouis avaient moins de 30 ans en 2015.

## Histoire
L'arrivée des premiers villageois Maghniaouis remonte à plusieurs siècles, mais les récits berbères étant transmis oralement de génération en génération il est difficile d'en établir la date exacte.
D'après certaines personnes âgées du village, une partie des villageois serait originaire de la Zaouiate Sidi Abdelali (région de Zagora).
Les familles qui se sont établies à Maghnia sont les Aït Sidi Ahmed (regroupant Aït Lyazid et Aït Oufdil) , Aït Lostani (regroupant Aït Oudriss, Aït Lgnaw et Aït Benabbou), les Aït Mokhali (dit Aït Benkacem ) et enfin les Aït Ouahi.
Il y a quelques siècles, une poignée de familles de Maghnia a émigré plus au Nord pour fonder le village de Tizgui près de Tinghir.

## Économie

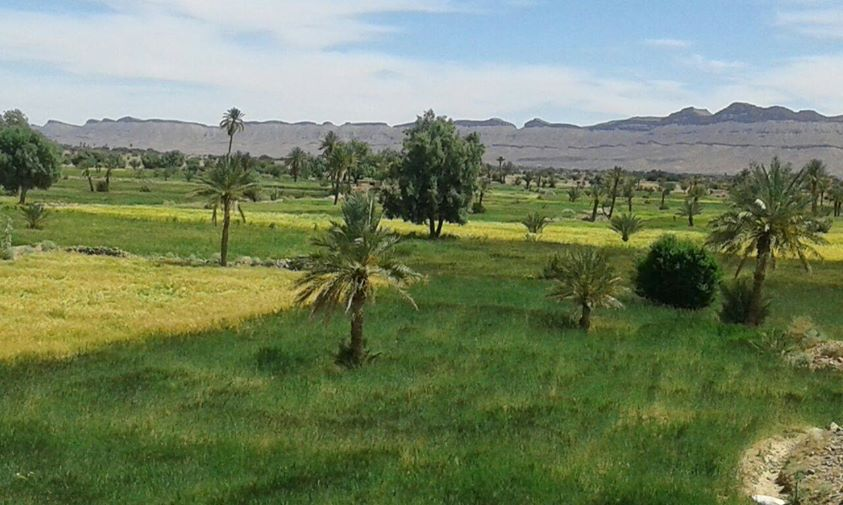
champs ("igrane") de Maghnia

La principale source de revenus des habitants reste la culture des terres le long de l'oued Reg  ("Assif") provenant d' Alnif.
Les champs ("Igrane") sont parsemés de palmiers dattiers, de parcelle de luzerne ("al fessa"), de blé ("imendi") ou de maïs ("dra") en contrebas du village de Maghnia.
Le climat est extrêmement aride en été et les nuits très froides en hiver. Les pluies torrentielles sont assez courantes en automne et en hiver. Le climat est relativement doux au printemps, période où les champs sont riches en plantations de céréales, de légumes et parfois d'épices (comme le cumin "takhamimt") ou de plantes typiquement locales comme le henné ("al hanna") essentiellement utilisé par les femmes en cosmétique ou lors des mariages.
Bien que la majorité des Maghniaouis soit expatriée en Europe, notamment en France & Espagne, les habitants continuent de cultiver la terre et d'entreprendre des activités commerciales ou de construction dans le BTP.
La plupart des infrastructures de base font tout de même défaut. 

## Développement
Comme dans la plupart des villages berbères, la vie du village est organisée par une assemblée nommée "Taqbilt" qui réunit les dignitaires ou les chefs de clans  "Imgharn" ou au singulier  "Amghar" (chef de village). De manière générale, "Taqbilt" juge les affaires selon les us et coutumes en vigueur et rend un avis qui fait office de loi. 
Depuis 2011, une première association (L'Association Maghnia pour le Développement Socio-culturel, Sportif et Environnemental) a vu le jour afin de promouvoir la culture locale, d'impulser le développement  et d'améliorer les conditions de vie des Maghniaouis. L'épanouissement du village s'est accru depuis 2020, grâce à l'action des Maghniaouis de l'Etranger qui à travers l'Association Maghnia Pour le Développement (AMD : http://maghnia-association.com/) ont soutenu divers projets de développement culturel, environnemental et solidaire. En octobre 2020 a notamment été lancé un projet de forage qui permettra à terme aux villageois d'avoir de l'eau potable de meilleure qualité.  l'AMD a par la suite, lancé la construction d'un local associatif qui regroupera, entre autres, une salle de soin et  plusieurs salles de classe afin d'améliorer le niveau d'éducation et la santé des villageois.
Par ailleurs, le bitumage de l'artère principale du village a été initié fin 2021 par les autorités locales dans le cadre d'un plan globale de désenclavement des villages du bassin d'Alnif.